# Pierre Aubert (graveur)
Pour les articles homonymes, voir Aubert et Pierre Aubert.
 (août 2024).
Pierre Aubert, né le 30 avril 1910 au Brassus (canton de Vaud) et mort dans le même village le 1er novembre 1987, est un graveur, dessinateur et peintre suisse.

## Biographie
Issu d'une lignée de paysans-horlogers de la vallée de Joux, dans le Jura vaudois, Pierre Aubert est l'un des représentants majeurs de la gravure sur bois en Suisse au XXe siècle. Fils d’un paysan-artisan de la vallée de Joux et d’une institutrice, il naît le 30 avril 1910 aux Mollards-des-Aubert, domaine familial depuis 1694. Il se passionne très tôt pour l’art. De 1928 à 1933, en parallèle à son activité de paysan, il apprend, auprès de Tell Rochat (1898-1939), jeune artiste et bûcheron du Pont lui-même ancien élève d'André Lhote, l’histoire et les techniques de l’art. Ses premières gravures sur bois datent de cette période. 
Après une première exposition personnelle, Pierre Aubert présente ses xylographies à l'étranger lors de la 1re Exposition internationale de la gravure sur bois originale, en 1933, à Varsovie et à Cracovie, en Pologne. En 1934, il effectue l’indispensable voyage formateur à Paris, puis en Provence où le jeune peintre et graveur apprend à apprivoiser la lumière. En 1939, plusieurs œuvres de Pierre Aubert sont exposées aux États-Unis dans le cadre de 7e Exposition internationale de la gravure (Chicago, San Francisco) et en 1940 à l'Institut suisse de Paris. En 1942, Pierre Aubert est l'un des membres fondateurs, avec Albert Yersin (1905-1984), Aldo Patocchi (1909-1986) et Germaine Ernst (1905-1996), du groupe de graveurs romands Tailles et Morsures. Celui-ci organise plusieurs expositions collectives en Suisse à Zurich, Berne et Lausanne et, après la guerre, en France, notamment à la Bibliothèque nationale, à Paris. 
Après la guerre, Pierre Aubert se consacre entièrement à son art, alternant les séries de xylogravures, les illustrations d’ouvrages, la gravure libre, il sera régulièrement présent lors des grands Salons. Toute son œuvre est construite autour des paysages du Jura vaudois. À partir de la fin des années 1940, Pierre Aubert se rend régulièrement à Paris. Outre ses visites au musée du Louvre et la fréquentation des ateliers libres (Académie Julian, Académie de la Grande Chaumière), il se lie avec le graveur Démétrios Galanis et le sculpteur Constantin Andréou. À Paris, il expose à la galerie Raymond Duncan ainsi qu'au Salon de l'art libre, au Salon d'hiver, au Salon d'automne et au Salon des indépendants, dont il devient sociétaire. Il fait également de fréquents séjours en Provence, dans le Midi de la France, dont il ramène aquarelles, gouaches et dessins.  
En 1961, Pierre Aubert quitte La vallée de Joux pour s'installer à Romainmôtier dans le canton de Vaud, en Suisse. En 1964, le Cabinet des estampes du musée d'art et d'histoire de Genève organise la première rétrospective de l'œuvre gravé de Pierre Aubert. Plusieurs de ses œuvres entrent dans les collections publiques : Bibliothèque nationale de France, collections de l'État de Vaud, Bibliothèque nationale suisse. Quatre ans après la mort de l'artiste, en 1991, le Cabinet cantonal des estampes - musée Jenisch, à Vevey, présente une rétrospective de son œuvre ; en 2007 paraît le catalogue raisonné de son œuvre gravé.  
Son œuvre compte près de mille cinq cents gravures essentiellement dédiées à la nature et au paysage. Ses sujets de prédilection restent l'arbre et les plantes. Son œuvre comprend également des sujets urbains, vieilles rues de Paris, quais de la Seine, églises de Suisse, mais où la nature est toujours dominante. Connu comme graveur et comme peintre, il est également l'auteur d'un petit ouvrage de souvenirs, Quelques souvenirs de France (vers 1980), qui sont en fait des extraits de son journal illustré de croquis et de photographies paru dans la revue Écriture no 34. Le même ouvrage contient un texte de son fils Raphaël Aubert : Une certaine lumière, Pierre Aubert, Paris et la Provence.